# Шахсуваров, Айдын Ага оглы
Айдын Шахсуваров Ага оглы (азерб. Aydın Ağa oğlu Şahsuvarov; 19 январь 1931, Нахичевань – 2 июнь 1986, Нахичевань) — азербайджанский театральный актер. Народный артист Азербайджанской ССР (1984 год).

## Биография
Айдын Шахсуваров родился 19 января 1931 года в Нахичевани. С 1954 года он работал в Нахичеванском государственном музыкально-драматическом театре имени Джалила Мамедкулизаде. В 1967–1968 годах он был актером Ереванского азербайджанского театра имени Джафара Джаббарлы. Работал также в Театре поэзии имени Джавида в Нахичевани.
Айдын Шахсуваров умер 2 июня 1986 года в Нахичевани.

## Роли
- Шейх Ахмед ("Мертвецы", Джалил Мамедкулизаде)
- Шейх Наим ("Шейх Санан", Гусейн Джавид)
- Алтунбай ("Огненная невеста", Джафар Джаббарлы)
- Шахбаз бей ("Любовь и месть", Сулейман Сани Ахундов)
- Видади ("Вагиф", Самед Вургун)
- Техмас бей ("Качак Наби", Сулейман Рустам)
- Кор Падшах ("Кор Падшах", Назим Хикмет)
- Маркиз ("Хозяйка гостиницы", Карло Голдони)
- Топал Теймур ("Замок Элинджа", Г. Арзулу)
- Хатиб ("Месхети", К. Агаева)

## Звания и награды
- Почетное звание Заслуженная артистка Азербайджанской ССР  — 4 октября 1974 [2]
- Почетное звание Народная артистка Азербайджанской ССР — 15 ноября 1984 [3]